# Пшеборський Антоній-Боніфацій Павлович
Пшеборський Антоній-Боніфацій Павлович (14 травня 1871, с. Хороша Київської губернії Російської імперії (нині — Липовецький район Вінницької області України) — 24 травня 1941, Варшава, Польща) — український та польський математик, механік, професор, ректор Харківського університету.

## Життєпис
Антоній Пшеборський народився у родині морського лікаря Павла Пшеборського та Марії Меленевської, які походили зі збіднілих шляхетських родин. У 1881—1889 рр. навчався у Александрівській гімназії у Миколаєві, закінчив її із золотою медаллю.
У 1889—1894 рр. вчився на математичному відділенні фізико-математичного факультету Київського університету Святого Володимира. За часи студентства був нагороджений золотою медаллю за конкурсний твір «Розбір методу Вейєрштрасса у теорії еліптичних функцій та встановлення зв'язку між значеннями Якобі та Вейєрштрасса». По закінченні університету був залишений на 2 роки на кафедрі чистої математики для підготовки до професорського звання.
У 1896—1897 рр. жив у батька в Миколаєві, де займався підготовкою до магістерських іспитів.
У 1897 р. склав іспити на ступінь магістра чистої математики та отримав звання приват-доцента. Подавався на посаду приват-доцента університету Св. Володимира, проте очільник Київської навчальної округи М. Ігнатьєв відхилив його кандидатуру на хвилі антипольських заходів після придушення Січневого повстання 1863—1864 рр.
У 1898 р. отримав посаду штатного доцента механіки у Харківському технологічному інституті. Став членом Харківського математичного товариства, наступного року був обраний його секретарем і обіймав цю посаду протягом наступних 20 років.
З 1899 р. — приват-доцент Харківського університету.
З 1901 р. викладав на курсах для робітників Харкова.
У 1902 р. захистив дисертацію «Деякі додатки теорії лінійних конгруенцій» на ступінь магістра математики та був запрошений на посаду приват-доцента кафедри чистої математики у Харківському університеті.
Пшеборський був одружений з Лідією Олексіївною Івановою, 1902 р. у подружжя народився син Антоній.
У 1904—1905 рр. стажувався у Гайдельберзі та Геттінгені, де слухав лекції Д. Гільберта, Ф. Клейна, відвідував засідання математичного товариства. Вступив до Товариства прикладної математики і механіки у Берліні.
По поверненню із відрядження у 1905 р. отримав посаду в.о. екстраординарного професора кафедри чистої математики у Харківському університеті.
У 1908 р. захистив у Московському університеті докторську дисертацію за темою: «Дослідження з теорії аналітичних функцій, задача про продовження ряду Тейлора». Того ж року став ординарним професором Харківського університету. Одночасно у 1908—1915 рр. викладав аналітичну геометрію на Вищих жіночих курсах, проводив практичні заняття з математичного аналізу і геометрії у Харківському технологічному інституті.
У 1903 р. та 1908 р. видав двотомник «Вступ до аналізу», у 1905 р. та 1909 р. — «Курс аналітичної геометрії», написав статті з гідродинаміки для видання «Народна енциклопедія», декілька статей у Повідомленнях Харківського математичного товариства.
У 1919 р. став ректором Харківського університету, з червня 1920 року — ректором Академії теоретичних знань, створеної на базі історико-філологічного та фізико-математичного факультетів університету. Одночасно очолив кафедру теоретичної механіки. З травня 1921 р. по вересень 1922 р. — ректор Інституту народної освіти, що утворився після реорганізації Академії, і керівник науково-дослідної кафедри теоретичної механіки.
Після початку радянсько-польської війни 1919—1921 рр., невдовзі після призначення завідувачем кафедри, Пшеборского звинуватили у шпигунстві, заарештували і зняли з усіх посад, але вже через три тижні звільнили. Його обрали деканом фізико-математичного відділення, а потім вдруге ректором Харківського інституту народної освіти.
Проте через антипольські настрої Пшеборський звернувся до польського міністерства народної освіти з проханням про переїзд до Польщі.
З 1 грудня 1921 р. отримав посаду ординарного професора кафедри математики у Віленському університеті, який тим часом базувався у Польщі.
У 1922—1939 р. працював ординарним професором кафедри теоретичної механіки Варшавського університету, з 1 вересня 1922 р. очолив її (незабаром кафедра була перетворена на факультет теоретичної механіки). Викладав аналітичну та теоретичну механіку, читав курс з динаміки твердих та рідких тіл. У Варшавському університеті Пшеборський працював до початку Другої світової війни.
Одночасно у 1922—1932 рр. викладав аналітичну геометрію, диференційне та інтегральне числення на інженерно-будівельному відділені Варшавського політехнічного інституту, у 1924—1934 рр. — теоретичну механіку на хімічному відділенні цього ж інституту.
У 1926 р. вийшов друком його підручник «Варіаційне числення», у 1930 р. та 1935 р. — «Лекції з теоретичної механіки» у 2-х томах.
1930 р. взяв участь у роботі Першого Всесоюзного з'їзду математиків, який пройшов у Харкові. Брав участь у математичних з'їздах, які проходили в Парижі, Берліні і Польщі.
У 1923—1939 рр. Пшеборский входив до складу редакційної колегії журналу «Роботи з математики та фізики». Від 1923 р. був членом Академії технічних наук у Варшаві, від 1930 р. — членом Варшавського наукового товариства. Також був членом Польського математичного товариства, Польського фізичного товариства, був членом Московського, Харківського, Київського, Казанського математичного товариств, Товариства математиків і механіків у Берліні.
Пшеборський помер 24 травня 1941 р. у окупованій німцями Варшаві, а його сина 3 серпня 1944 р. стратили німці. Вся родина похована у могилі Лідії Пшеборської на православному цвинтарі в Варшаві.

## Обрані праці
- Основные задачи теории дифференциальных уравнений: пробная лекция для получения звания приват-доц., чит. 16 окт. 1897 г. в Ун-те св. Владимира. — [М. : Тип. Мамонтова, 1899]. — 13 с.
- К вопросу о бесконечно малых деформациях поверхности. — Х. : Типолитогр. М. Зильберберга, 1900. — 12 с.
- Некоторые приложения теории линейчатых конгруэнций. — Х. : Типо-литогр. М. Зильберберга, 1902. — 178 с.
- Исследования по теории аналитических функций. Задача о продолжении ряда Тэйлора. — Х. : Тип. А. Дарре, 1908. — 135, [1] с.
- Исчисление конечных разностей: курс, чит. в 1907 г., в осен. полугодии. — Х. : Тип. С. Иванченко, 1908. — 245 с.
- Конспект лекций по основаниям арифметики: курс., чит. в 1907 г., в осеннем полугодии / О-во взаимопомощи студ.-математиков Харьк. ун-та. — Х. : Тип. С. Иванченко, 1908. — 172 с.
- Математическое общество при Харьковском университете, 1879—1904. — Х. : Печ. дело, 1911. — 26 с.
- О некоторых полиномах, наименее уклоняющихся от нуля в данном промежутке. — Х. : Зильберберг и с-вья, 1913. — 16 с.
- Аналитическая геометрия: курс лекций, чит. в Харьк. технол. ин-те / изд. ком. студ. технол. о-ва при Харьк. технол. ин-те. — Х. : Типолитогр. С. Иванченко, 1914. — 418 с.
- Введение в анализ: Теория пределов. Бесконечные ряды и произведения. — Х. : Типолитогр. С. Иванченко, 1915. — IV, 142 с.
- Заметка по вариационному исчислению. — Х. : Тип. и лит. Зильберберг и с-вья, [1915]. — 3 с.
- Об умножении комплексных чисел. — Х. : Печ. дело, 1915. — 7 с. — Отд. отт. из журн. «Наука и школа», № 2.
- О методах Абеля, Якоби, Лиувилля и Вейерштрасса в теории эллиптических функций // Унив. известия. — [К.], 1895. — Ч. неофиц. — № 5. — С. 1—54 ; № 7. — С. 55—84 ; № 11. — С. 99—128 ; № 12. — С. I—XVI, 85—194.
- О функциях одного аргумента обладающих алгебраической теоремой сложения // Унив. известия. — [К.], 1896. — № 4, ч. 2, неофиц. — Науч. хроника, Отчет и протоколы Физико-математического общества при Имп. Киевском университете за 1895 г., прил. — С. 1—10.
- О лакунарных функциях // Унив. известия. — [К.], 1897. — № 7. — Науч. хроника, Отчет и протоколы ФМО за 1896 г., прил. — С. 49—60.
- Теорема Абеля // Унив. известия. — [К.], 1898. — № 5. — Науч. хроника, Отчет и протоколы ФМО за 1897 г., прил. — С. 37—43.
- Петр Михайлович Покровский // Отчет и протоколы Физико-математического общества при Императорском университете св. Владимира. — К., 1901. — С. 63—68.
- О некоторых линейчатых конгруэнциях // Математический сборник. — М., 1902. — Т. 23, № 4. — С. 764—771.
- O całkach nieanalitycznych równan róźniczkowych liniowych o pochodnych czastkowych rzedu pierwszego = [О неаналитических интегралах дифференциальных линейных уравнений первого порядка с частными производными] // Prace mat.-fiz. — [Warszawa], 1906. — T. 17. — S. 123—128, 259—264.
- Об одной теореме Laguerre'a // ЗХУ. — 1912. — Кн. 3, ч. неофиц. — С. 1—7.
- Отзыв о диссертации С. Н. Бернштейна «О наилучшем приближении непрерывных функций посредством многочленов данной степени» // ЗХУ. — 1913. — Кн. 4. — С. 27—34.
- Задача об экстремуме интеграла  с переменными конечными точками // Учен. зап. науч.-исслед. каф. Украины. Отд. мат. [Сер. 3]. — 1924. — Вып. 1. — С. 1—26.